# IFK Kristianstad
El IFK Kristianstad es un equipo de balonmano de la localidad sueca de Kristianstad. Actualmente milita en la Primera División de la Handbollsligan. Es el séptimo club más laureado del balonmano sueco con un total de 9 títulos de liga.

## Historia
El club se fundó en 1899 por el entonces estudiante de magisterio Adolf Johnsson. En sus orígenes contó también con una sección de ciclismo y otra de fútbol, integrándose ésta en el Kristianstads FF en 1990. 

## Palmarés
- Liga de Suecia: 9
  - Temporadas: 1941, 1948, 1952, 1953, 2015, 2016, 2017, 2018, 2023
- Copa de Suecia: 1
  - Temporadas: 2023

## Plantilla 2024-25
|  | Porteros - 1 Victor Bang - 12 Victor Hedberg - 16 Elias Karlsson Extremos izquierdos - 14 Albin Leyman - 20 Emil Frend Öfors Extremos derechos - 42 Albin Selin Pívots - 25 Sasser Valde Helveg Sonn - 46 Herman Josefsson | Laterales izquierdos - 03 Elliot Stenmalm - 04 Markus Olsson - 06 Philip Henningsson - 22 Einar Bragi Aðalsteinsson Centrales - 07 Axel Månsson - 37 Zoran Bozic Laterales derechos - 09 Anton Hallbäck - 34 Andreas Cederholm - 49 Isaac Biel Nilsen |

## Jugadores históricos
- Karl Fridlundh (1945-1958)
- Marcus Ahlm (1996-1999)
- Lars Møller Madsen (2012-2014)
- Jesper Larsson (2012-2015)
- Dan Beutler (2013-2015)
- Kristian Bjørnsen (2014-2016)